# Oscar de melhor figurino
Lista de filmes vencedores do prêmio Oscar de melhor figurino ou em Portugal Óscar de melhor Guarda-roupa. De 1948, quando o prêmio foi entregue da primeira vez, até 1967, havia duas sub-categorias dentro dessa; melhor figurino preto-e-branco e melhor figurino colorido. Nos anos de 1957 e 1958, essa distinção foi abandonada.

## Década de 1940
- 1949: Joana d'Arc (colorido) e Hamlet (preto-e-branco)
- 1950: Adventures of Don Juan (colorido) e Tarde Demais (preto-e-branco)

## Década de 1950
- 1951: Sansão e Dalila (colorido) e A Malvada (preto-e-branco)
- 1952: Sinfonia de Paris (colorido) e Um Lugar ao Sol (preto-e-branco)
- 1953: Moulin Rouge (colorido) e Assim Estava Escrito (preto-e-branco)
- 1954: O Manto Sagrado (colorido) e A Princesa e o Plebeu (preto-e-branco)
- 1955: Jigokumon (colorido) e Sabrina (preto-e-branco)
- 1956: Love Is a Many-Splendored Thing (colorido) e I'll Cry Tomorrow (preto-e-branco)
- 1957: The King and I (colorido) e The Solid Gold Cadillac (preto-e-branco)
- 1958: Les Girls
- 1959: Gigi
- 1960: Ben-Hur (colorido) e Some Like it Hot (preto-e-branco)

## Década de 1960
- 1961: Spartacus (colorido) e The Facts of Life (preto-e-branco)
- 1962: West Side Story (colorido) e La dolce vita (preto-e-branco)
- 1963: The Wonderful World of the Brothers Grimm e What Ever Happened to Baby Jane? (preto-e-branco)
- 1964: Cleópatra (colorido) e 8½ (preto-e-branco)
- 1965: Minha Bela Dama (colorido) e The Night of the Iguana (preto-e-branco)
- 1966: Doutor Jivago (colorido) e Darling, A Que Amou Demais (preto-e-branco)
- 1967: O Homem Que Não Vendeu Sua Alma (colorido) e Quem Tem Medo de Virginia Woolf? (preto-e-branco)
- 1968: Camelot
- 1969: Romeu e Julieta
- 1970: Anne of the Thousand Days

## Década de 1970
- 1971: Cromwell, Homem de Ferro
- 1972: Nicholas and Alexandra
- 1973: Viagens com Minha Tia
- 1974: Golpe de Mestre
- 1975: O Grande Gatsby
- 1976: Barry Lyndon
- 1977: Casanova de Fellini
- 1978: Star Wars
- 1979: Morte Sobre o Nilo
- 1980: All That Jazz

## Década de 1980
- 1981: Tess
- 1982: Carruagens de Fogo
- 1983: Gandhi
- 1984: Fanny och Alexander
- 1985: Amadeus
- 1986: Ran
- 1987: Uma Janela para o Amor
- 1988: O Último Imperador
- 1989: Ligações Perigosas
- 1990: Henrique V

## Década de 1990
- 1991: Cyrano de Bergerac
- 1992: Bugsy
- 1993: Bram Stoker's Dracula
- 1994: The Age of Innocence
- 1995: Priscilla, A Rainha do Deserto
- 1996: O Outro Lado da Nobreza
- 1997: O Paciente Inglês
- 1998: Titanic
- 1999: Shakespeare in Love
- 2000: Topsy-Turvy

## Década de 2000
| Ano                                               | Filme                           | Designer de Figurino |
| ------------------------------------------------- | ------------------------------- | -------------------- |
| 2001                                              |                                 |                      |
| Gladiator                                         | Janty Yates                     |                      |
| 102 Dalmatians                                    | Anthony Powell                  |                      |
| Wòhǔ Cánglóng                                     | Tim Yip                         |                      |
| How the Grinch Stole Christmas                    | Rita Ryack                      |                      |
| Quills                                            | Jacqueline West                 |                      |
| 2002                                              |                                 |                      |
| Moulin Rouge!                                     | Catherine Martin Angus Strathie |                      |
| The Affair of the Necklace                        | Milena Canonero                 |                      |
| Gosford Park                                      | Jenny Beavan                    |                      |
| Harry Potter and the Sorcerer's Stone             | Judianna Makovsky               |                      |
| The Lord of the Rings: The Fellowship of the Ring | Ngila Dickson Richard Taylor    |                      |
| 2003                                              |                                 |                      |
| Chicago                                           | Colleen Atwood                  |                      |
| Frida                                             | Julie Weiss                     |                      |
| Gangs of New York                                 | Sandy Powell                    |                      |
| The Hours                                         | Ann Roth                        |                      |
| The Pianist                                       | Anna B. Sheppard                |                      |
| 2004                                              |                                 |                      |
| The Lord of the Rings: The Return of the King     | Ngila Dickson Richard Taylor    |                      |
| Girl with a Pearl Earring                         | Dien van Straalen               |                      |
| The Last Samurai                                  | Ngila Dickson                   |                      |
| Master and Commander: The Far Side of the World   | Wendy Stites                    |                      |
| Seabiscuit                                        | Judianna Makovsky               |                      |
| 2005                                              |                                 |                      |
| The Aviator                                       | Sandy Powell                    |                      |
| Finding Neverland                                 | Alexandra Byrne                 |                      |
| Lemony Snicket's A Series of Unfortunate Events   | Colleen Atwood                  |                      |
| Ray                                               | Sharen Davis                    |                      |
| Troy                                              | Bob Ringwood                    |                      |
| 2006                                              |                                 |                      |
| Memoirs of a Geisha                               | Colleen Atwood                  |                      |
| Charlie and the Chocolate Factory                 | Gabriella Pescucci              |                      |
| Mrs. Henderson Presents                           | Sandy Powell                    |                      |
| Pride & Prejudice                                 | Jacqueline Durran               |                      |
| Walk the Line                                     | Arianne Phillips                |                      |
| 2007                                              |                                 |                      |
| Marie Antoinette                                  | Milena Canonero                 |                      |
| Curse of the Golden Flower                        | Chung Man Yee                   |                      |
| The Devil Wears Prada                             | Patricia Field                  |                      |
| Dreamgirls                                        | Sharen Davis                    |                      |
| The Queen                                         | Consolata Boyle                 |                      |
| 2008                                              |                                 |                      |
| Elizabeth: The Golden Age                         | Alexandra Byrne                 |                      |
| Across the Universe                               | Albert Wolsky                   |                      |
| Atonement                                         | Jacqueline Durran               |                      |
| La môme                                           | Marit Allen (indicação póstuma) |                      |
| Sweeney Todd: The Demon Barber of Fleet Street    | Colleen Atwood                  |                      |
| 2009                                              |                                 |                      |
| The Duchess                                       | Michael O'Connor                |                      |
| Australia                                         | Catherine Martin                |                      |
| The Curious Case of Benjamin Button               | Jacqueline West                 |                      |
| Milk                                              | Danny Glicker                   |                      |
| Revolutionary Road                                | Albert Wolsky                   |                      |
| 2010                                              |                                 |                      |
| The Young Victoria                                | Sandy Powell                    |                      |
| Bright Star                                       | Janet Patterson                 |                      |
| Coco avant Chanel                                 | Catherine Leterrier             |                      |
| The Imaginarium of Doctor Parnassus               | Monique Prudhomme               |                      |
| Nine                                              | Colleen Atwood                  |                      |

## Década de 2010
| Ano                                     | Filme                               | Designer de Figurino |
| --------------------------------------- | ----------------------------------- | -------------------- |
| 2011                                    |                                     |                      |
| Alice in Wonderland                     | Colleen Atwood                      |                      |
| Io sono l'amore                         | Antonella Cannarozzi                |                      |
| The King's Speech                       | Jenny Beavan                        |                      |
| The Tempest                             | Sandy Powell                        |                      |
| True Grit                               | Mary Zophres                        |                      |
| 2012                                    |                                     |                      |
| The Artist                              | Mark Bridges                        |                      |
| Anonymous                               | Lisy Christl                        |                      |
| Hugo                                    | Sandy Powell                        |                      |
| Jane Eyre                               | Michael O'Connor                    |                      |
| W.E.                                    | Arianne Phillips                    |                      |
| 2013                                    |                                     |                      |
| Anna Karenina                           | Jacqueline Durran                   |                      |
| Les Misérables                          | Paco Delgado                        |                      |
| Lincoln                                 | Joanna Johnston                     |                      |
| Mirror Mirror                           | Eiko Ishioka                        |                      |
| Snow White and the Huntsman             | Colleen Atwood                      |                      |
| 2014                                    |                                     |                      |
| The Great Gatsby                        | Catherine Martin                    |                      |
| 12 Years a Slave                        | Patricia Norris                     |                      |
| American Hustle                         | Michael Wilkinson                   |                      |
| The Grandmaster                         | William Chang Suk Ping              |                      |
| The Invisible Woman                     | Michael O'Connor                    |                      |
| 2015                                    |                                     |                      |
| The Grand Budapest Hotel                | Milena Canonero                     |                      |
| Inherent Vice                           | Mark Bridges                        |                      |
| Into the Woods                          | Colleen Atwood                      |                      |
| Maleficent                              | Anna B. Sheppard                    |                      |
| Mr. Turner                              | Jacqueline Durran                   |                      |
| 2016                                    |                                     |                      |
| Mad Max: Fury Road                      | Jenny Beavan                        |                      |
| Carol                                   | Sandy Powell                        |                      |
| Cinderella                              | Sandy Powell                        |                      |
| The Danish Girl                         | Paco Delgado                        |                      |
| The Revenant                            | Jacqueline West                     |                      |
| 2017                                    |                                     |                      |
| Fantastic Beasts and Where to Find Them | Colleen Atwood                      |                      |
| Allied                                  | Joanna Johnston                     |                      |
| Florence Foster Jenkins                 | Consolata Boyle                     |                      |
| Jackie                                  | Madeline Fontaine                   |                      |
| La La Land                              | Mary Zophres                        |                      |
| 2018                                    |                                     |                      |
| Phantom Thread                          | Mark Bridges                        |                      |
| Beauty and the Beast                    | Jacqueline Durran                   |                      |
| Darkest Hour                            | Jacqueline Durran                   |                      |
| The Shape of Water                      | Luís Sequeira                       |                      |
| Victoria & Abdul                        | Consolata Boyle                     |                      |
| 2019                                    |                                     |                      |
| Black Panther                           | Ruth Carter                         |                      |
| The Ballad of Buster Scruggs            | Mary Zophres                        |                      |
| The Favourite                           | Sandy Powell                        |                      |
| Mary Poppins Returns                    | Sandy Powell                        |                      |
| Mary Queen of Scots                     | Alexandra Byrne                     |                      |
| 2020                                    |                                     |                      |
| Little Women                            | Jacqueline Durran                   |                      |
| Joker                                   | Mark Bridges                        |                      |
| Jojo Rabbit                             | Mayes C. Rubeo                      |                      |
| The Irishman                            | Sandy Powell e Christopher Peterson |                      |
| Once Upon a Time in Hollywood           | Arianne Phillips                    |                      |

## Década de 2020
| Ano                               | Filme                                       | Designer de Figurino |
| --------------------------------- | ------------------------------------------- | -------------------- |
| 2021                              |                                             |                      |
| Ma Rainey's Black Bottom          | Ann Roth                                    |                      |
| Emma                              | Alexandra Byrne                             |                      |
| Mank                              | Trish Summerville                           |                      |
| Mulan                             | Bina Daigeler                               |                      |
| Pinocchio                         | Massimo Cantini Parrini                     |                      |
| 2022                              |                                             |                      |
| Cruella                           | Jenny Beavan                                |                      |
| Cyrano                            | Massimo Cantini Parrini e Jacqueline Durran |                      |
| Dune                              | Robert Morgan e Jacqueline West             |                      |
| Nightmare Alley                   | Luís Sequeira                               |                      |
| West Side Story                   | Paul Tazewell                               |                      |
| 2023                              |                                             |                      |
| Black Panther: Wakanda Forever    | Ruth Carter                                 |                      |
| Babylon                           | Mary Zophres                                |                      |
| Elvis                             | Catherine Martin                            |                      |
| Everything Everywhere All at Once | Shirley Kurata                              |                      |
| Mrs. Harris Goes to Paris         | Jenny Beavan                                |                      |
| 2024                              |                                             |                      |
| Poor Things                       | Holly Waddington                            |                      |
| Barbie                            | Jacqueline Durran                           |                      |
| Killers of the Flower Moon        | Jacqueline West                             |                      |
| Napoleon                          | Janty Yates e Dave Crossman                 |                      |
| Oppenheimer                       | Ellen Mirojnick                             |                      |
| 2025                              |                                             |                      |
| Wicked                            | Paul Tazewell                               |                      |
| A Complete Unknown                | Arianne Phillips                            |                      |
| Conclave                          | Lisy Christl                                |                      |
| Gladiator II                      | Janty Yates e Dave Crossman                 |                      |
| Nosferatu                         | Linda Muir                                  |                      |